# 瀬戸内警察署 (岡山県)
瀬戸内警察署（せとうちけいさつしょ）は、岡山県警察が管轄する警察署の一つである。

## 所在地
- 岡山県瀬戸内市牛窓町牛窓4780番地11

## 管轄区域
- 瀬戸内市

## 沿革
- 1876年（明治9年）11月8日：邑久郡福岡村（現・瀬戸内市長船町福岡）に巡査屯所を設置。
- 1886年（明治19年）5月18日：西大寺警察署牛窓巡査交番所、西大寺警察署尾張巡査交番所に改称。
- 1887年（明治20年）：西大寺警察署牛窓巡査交番所を西大寺警察署牛窓分署に改称。
- 1893年（明治26年）11月：牛窓警察署に改称。
- 1896年（明治29年）4月：西大寺警察署に統合され、西大寺警察署牛窓分署に改称。
- 1900年（明治33年）3月：西大寺警察署牛窓分署から、邑久警察署に改称。
- 1929年（昭和4年）3月：牛窓警察署に改称。
- 1977年（昭和52年）8月3日：現庁舎完成。
- 2004年（平成16年）11月1日：瀬戸内市の発足に伴い瀬戸内警察署に改称。[1]

## 組織
- 警務課
- 総務会計課
- 生活安全刑事課
- 地域課
- 交通課
- 警備課

## 交番・駐在所ほか

### 本署で受け持つ地域
- 瀬戸内市牛窓町区域のうち、牛窓と、長浜の一部

### 交番
（ ）の中は所在地。
- 邑久交番（瀬戸内市邑久町尾張300-8）
  - 瀬戸内市邑久町区域のうち、尾張、山田庄、山手、豊安、豊原、大富、福山、向山、北島、東谷、大窪、本庄、上山田、下山田

- 長船交番（瀬戸内市長船町土師288-4）
  - 瀬戸内市長船町区域のうち、西須恵、東須恵、飯井、牛文、磯上、福里、土師、福岡、服部、八日市、長船

### 駐在所
（ ）の中は所在地。
- 鹿忍駐在所（瀬戸内市牛窓町鹿忍5308-1）
  - 瀬戸内市牛窓町区域のうち、鹿忍、千手
- 虫明駐在所（瀬戸内市邑久町虫明492-4）
  - 瀬戸内市邑久町区域のうち、虫明、福谷
- 尻海駐在所（瀬戸内市邑久町尻海4382-93）
  - 瀬戸内市邑久町区域のうち、尻海、庄田と牛窓町長浜の一部
- 福元駐在所（瀬戸内市邑久町豆田339-15）
  - 瀬戸内市邑久町区域のうち、福元、豆田、百田、宗三、福中、上笠加、下笠加、箕輪、北池

#### 過去にあった駐在所
（ ）の中は所在地。
- 邑久交番に統合された駐在所
  - 尾張駐在所（瀬戸内市邑久町尾張300-8）
    - 瀬戸内市邑久町区域のうち、尾張、山田庄、山手、豊安、豊原の一部

  - 大富駐在所（瀬戸内市邑久町向山36-11）
    - 瀬戸内市邑久町区域のうち、大富、福山、向山、北島、東谷、大窪、豊原の一部

  - 本庄駐在所（瀬戸内市邑久町本庄2380-1）
    - 瀬戸内市邑久町区域のうち、本庄、上山田、下山田